# Monumento Natural Lagoa dos Pozuelos
O Monumento Natural Lagoa dos Pozuelos é uma reserva natural de conservação, localizada na província de Jujuy, na região de Puna, na Argentina. Abrange uma área de 16.000 hectares e está a uma altitude de 4.000 metros acima do nível do mar. E está inserida na Ecoregião Central Andina de Puna Seca. A reserva foi criada em 1980, sob a Lei Provincial nº 3.749/80, com o objetivo de preservar o ambiente da estepe e sua lagoa, incluindo a fauna típica da região.

## Proteções
- 1980 - Criação da reserva.[1]
- 1990 - Reserva da Biosfera da UNESCO.[2]
- 1992 - Sítio Ramsar. Zonas Úmidas de Importância Internacional.[3]
- 2014 - Sítio WHSRN. Rede de Reserva de Aves Marinhas do Hemisfério Ocidental.[2]

## Ecossistema

### Fauna
Foram registrados 573 espécies na reserva, sendo 563 espécies nativas. Das espécies encontradas na região da reserva, 21 estão ameaçadas.
A reserva abriga pássaros exclusivos da região de Puno, como a avoceta andina, o guayata, o pato punenho, a gaivota andina, o chorlito punenho e a gallareta gigante. Durante o verão, recebe a visita de aves migratórias como a Falaropo de Wilson (Phalaropus tricolor) e maçarico-de-bico-fino (Calidris bairdii). Na lagoa vivem os flamingos chilenos (Phoenicopterus chilensis), os flamingos andinos (Phoenicoparrus andinus) e os flamingo de Puna (Phoenicoparrus jamesi). Os flamingos de Puna vivem quase exclusivamente na região e está na categoria de espécies ameaçadas. Os anfíbios encontrados na região são o Pleurodema cinerea, o Pleurodema marmorata) e o sapo andino. Entre os herbívoros, encontra-se a vicunha (Vicugna vicugna) e a lhama. E também pode ser encontrado o puma, a raposa vermelha, a raposa cinzenta, o gato andino e gambá real.

### Flora
A vegetação da reserva é escassa, caracterizada por arbustos tolilla (Fabiana densa) e chijua (Baccharis boliviensis), e regiões de pastagens gramadas com ortopedia Festuca. A única árvore da região é a queñoa (Polylepsis tormentella spp). No entorno da lagoa há gramíneas rizomatosas, Distichilis humilis e almofadas Anthobryum triandrum.

### Clima
A região da reserva possui um clima árido, com temperatura média de 8°C no inverno e 16°C no verão e temperaturas extremas de 43,5°C e -30°C. O total de precipitação anual é de até 200 milímetros.

### Lagoa
A Lagoa dos Pozuelos possui água alcalina salina, com profundidade máxima de 1 metro e ocupa uma área de 7.000 hectares, mas seu tamanho aumenta e diminui sazonalmente. Já ocorreu a secagem completa da lagoa. Os principais afluentes de lagoa são os rios Cincel e Santa Catalina.

## Turismo
A reserva é aberta ao público, com acesso gratuito. As atividades que podem ser feitas na reserva são as trilhas, observação de pássaros, visitação às vilas históricas de Cochinoca, Casabindo e Rinconada, visitação à Salinas Grandes, à comunidade Yavi e às fontes termais de Caranzulí.